# نانسی گرین رین
نانسی گرین رین (انگلیسی: Nancy Greene Raine؛ زادهٔ ۱۱ مهٔ ۱۹۴۳) سیاست‌مدار اهل کانادا است.
وی همچنین برندهٔ جوایزی همچون پیاده‌روی مشاهیر کانادا شده‌است.